# Geopolymer
Geopolymer je výraz pro všechny anorganické polymerní materiály, které jsou připravovány z hlinitokřemičitanových materiálů jejich geopolymerací v zásaditém prostředí za normální teploty a tlaku. Při geopolymerizaci vznikají polymerní vazby Si-O-Al-O. Název geopolymer byl poprvé použit na tento druh materiálu Josephem Davidovitsem v roce 1970, i když podobný materiál byl vyvíjen již v Sovětském svazu od roku 1950 pod názvem gruntocementy.